# Epic Games
Epic Games (сокращенно Epic; ранее Epic MegaGames и Potomac Computer Systems) — американская компания, занимающаяся разработкой компьютерных игр и программного обеспечения. Штаб-квартира расположена в городе Кэри, штат Северная Каролина. Компания известна по игровым сериям Gears of War, Unreal Tournament и Fortnite, а также как создатели игрового движка Unreal Engine. Компания имеет студии в Шанхае, Корее и Токио. Ключевые фигуры в Epic Games — ведущий программист Тим Суини, Эрик де Нёв и Стив Полдж.

## История
Epic Games изначально была основана под названием Potomac Computer Systems в 1991 году Тимом Суини в городе Роквилле, штат Мэрилэнд, выпустив в этом же году свою первую игру ZZT. Позже компания сменила название на Epic MegaGames и выпустила ряд shareware-игр: Epic Pinball, Brix, Jill of the Jungle, Jazz Jackrabbit и One Must Fall 2097. В это же время, Epic издавала и продавала игры других разработчиков, таких как Safari Software, XLand (Robbo, Heartlight и Electro Man) и Renaissance (Zone 66). В 1997 году Safari Software была куплена Epic, и некоторые их игры позже были проданы под брендом Epic Classics. В 1993 году Epic издала платформер Xargon от Allen Pilgrim.
В 1998 году Epic MegaGames выпустила Unreal, трёхмерный шутер от первого лица, который позже вырос в целую игровую серию. Вместе с этим компания начала продавать лицензии на Unreal Engine другим разработчикам. В 1999 году компания сменила название на Epic Games и переехала в Северную Каролину. В 2006 году компания выпустила бестселлер для Xbox 360 и PC шутер Gears of War, а осенью 2007 года закончила работу над Unreal Tournament 3 для PC, PS3 и Xbox 360. 20 августа 2007 года Epic приобрела контрольный пакет акций польской студии People Can Fly.
20 мая 2008 года Epic Games приобрела Chair Entertainment. Летом 2009 года Epic выпустила разработанный ими Shadow Complex на Xbox Live Arcade. 7 ноября 2008 года Epic Games выпустила Gears of War 2, сиквел к своему бестселлеру Gears of War, который продолжил историю битвы между людьми и локустами.
Китайское подразделение Epic Games China было открыто в Шанхае. Благодаря этому Epic приобрела Titan Studios. Другая студия, Epic Games Korea, была открыта в Южной Корее, в городе Сеуле. Кроме этого Майк Кэпс (англ. Mike Capps) объявил, что ещё одна студия будет открыта в Токио. Она будет заниматься технической поддержкой движка и разработкой будущих игр.
В сентябре 2012 года Клифф Блезински, отвечавший за разработку серий игр Unreal, Unreal Tournament и Gears of War, покинул студию Epic Games. Своё увольнение Клифф объясняет усталостью: дизайнер пояснил, что ему нужен перерыв, так как он работал над играми на протяжении 20 лет.
В июне 2015 года Epic Games Poland получила независимость от материнской компании, вернула себе старое название и выкупила права на серию Bulletstorm.
6 декабря 2018 года Epic Games представила свой магазин цифровой дистрибуции игр — Epic Games Store, процент отчислений издателей в пользу компании составит 12 % от прибыли. Кроме этого, игры на Unreal Engine не будут отдавать за использование движка 5 % от прибыли, если они будут выходить в Epic Games Store.
1 мая 2019 года Epic Games купила студию Psyonix.
12 марта 2020 года Epic Games купила компанию Cubic Motion.
10 марта 2021 года Epic games покупает производителя программного обеспечения для фотограмметрии Capturing Reality.
7 января 2021 года Epic Games купила компанию Rad Game Tools.

### Epic Games vs. Apple
В августе 2020 года у Epic Games начинается конфликт с Apple в связи с удалением из магазина App Store игры Fortnite. Ранее разработчик внедрил в игру два варианта оплаты — через Apple Pay с комиссией или оплата напрямую создателям без комиссии. Разработчик игры поясняет следующее: «Apple злоупотребляет своим положением на рынке и нарушает антимонопольное законодательство. Epic Games не требует компенсации или каких-то решений в свою пользу — они хотят добиться честной конкуренции на рынке».
Компания Apple в ответ заявляет следующее: «Epic Games активировала функцию, которую наша компания не проверила и не одобрила, таким образом нарушив правила App Store о покупках внутри приложений».
14 августа Epic Games подала в суд на Apple и Google. В нём компания заявила: «Apple стала тем, против чего она в свое время выступала: монстром, пытающимся контролировать рынки».
8 сентября Apple предъявила компании Epic Games встречный иск с обвинениями в нарушении условий контракта на пользование каталогом App Store. Apple потребовала через суд возмещение ущерба и запрета для Epic Games прибегать к «нечестной деловой практике». Компания считает, что Epic «показывает себя современным корпоративным Робин Гудом», а на деле просто не хочет платить за «большое благо, которое он получает от App Store». В корпорации отметили, что при поддержке Apple видеоигра Fortnite «за два коротких года стала невероятно успешным приложением операционной системы iOS с 130 млн загрузок пользователями в 174 странах, на чем Epic заработала свыше половины миллиарда долларов».

### Покупка студии Mediatonic
2 марта 2021 года студия Mediatonic была куплена компанией Epic Games. Вместе с этим Mediatonic заявила, что хочет встроить в игру Fall Guys систему аккаунтов, кроссплей и новые режимы.

## Игры компании

### Разработанные
| Год  | Название                                    | Платформы | Примечание                                              | Издатель                 |
| ---- | ------------------------------------------- | --- | ------------------------------------------------------- | ------------------------ |
| 1991 | ZZT                                         | PC (DOS) |                                                         | Potomac Computer Systems |
| 1992 | Best of ZZT                                 | ПК (DOS) |                                                         | Epic MegaGames           |
| 1992 | ZZT’s Revenge                               | ПК (DOS) |                                                         | Epic MegaGames           |
| 1992 | Super ZZT                                   | ПК (DOS) |                                                         | Epic MegaGames           |
| 1992 | Adventure Math                              | ПК (DOS) |                                                         | Epic MegaGames           |
| 1992 | Kiloblaster                                 | ПК (DOS) |                                                         | Epic MegaGames           |
| 1992 | Jill of the Jungle                          | ПК (DOS) |                                                         | Epic MegaGames           |
| 1993 | Dare to Dream                               | ПК (Windows) |                                                         | Epic MegaGames           |
| 1993 | Silverball                                  | ПК (DOS) | Совместно с Digital Extremes                            | MicroLeague              |
| 1994 | Xargon                                      | ПК (Windows) |                                                         | Epic MegaGames           |
| 1994 | Jazz Jackrabbit                             | ПК (DOS) |                                                         | Epic MegaGames           |
| 1995 | Extreme Pinball                             | ПК (DOS), PlayStation | Совместно с Digital Extremes и High Score Entertainment | Electronic Arts          |
| 1996 | Fire Fight                                  | ПК (Windows) | Совместно с Chaos Works                                 | Electronic Arts          |
| 1997 | 7th Legion                                  | ПК (Windows) | Совместно с Vision Software                             | MicroProse               |
| 1998 | Jazz Jackrabbit 2                           | ПК (Windows), Mac OS | Совместно с Orange Games                                | Gathering of Developers  |
| 1998 | Unreal                                      | ПК (Windows), Mac OS | Совместно с Digital Extremes и Legend Entertainment     | GT Interactive           |
| 1998 | Age of Wonders                              | ПК (Windows) | Совместно с Triumph Studios                             | Gathering of Developers  |
| 1999 | Unreal Tournament                           | ПК (Windows), Mac OS, Linux, Dreamcast, PlayStation 2                                                                          | Совместно с Digital Extremes                            | GT Interactive           |
| 2002 | Unreal Tournament 2003                      | ПК (Windows), macOS, Linux | Совместно с Digital Extremes                            | Infogrames               |
| 2002 | Unreal Championship                         | Xbox | Совместно с Digital Extremes                            | Infogrames               |
| 2003 | Unreal II: The Awakening                    | ПК (Windows), Xbox | Совместно с Legend Entertainment                        | Atari                    |
| 2004 | Unreal Tournament 2004                      | ПК (Windows), macOS, Linux | Совместно с Digital Extremes                            | Atari                    |
| 2005 | Unreal Championship 2: The Liandri Conflict | Xbox |                                                         | Midway Games             |
| 2006 | Gears of War                                | Xbox 360 |                                                         | Microsoft Game Studios   |
| 2007 | Unreal Tournament 3                         | ПК (Windows), Xbox 360, PlayStation 3                                                                                          |                                                         | Midway Games             |
| 2008 | Gears of War 2                              | Xbox 360 |                                                         | Microsoft Game Studios   |
| 2009 | Shadow Complex                              | Xbox 360 | Совместно с Chair Entertainment                         | Microsoft Game Studios   |
| 2010 | Infinity Blade                              | iOS | Совместно с Chair Entertainment                         | Epic Games               |
| 2011 | Bulletstorm                                 | ПК (Windows), Xbox 360, PlayStation 3                                                                                          | Совместно с People Can Fly                              | Electronic Arts          |
| 2011 | Gears of War 3                              | Xbox 360 |                                                         | Microsoft Game Studios   |
| 2011 | Infinity Blade II                           | iOS | Совместно с Chair Entertainment                         | Epic Games               |
| 2013 | Gears of War: Judgment                      | Xbox 360 | Совместно с People Can Fly                              | Microsoft Game Studios   |
| 2013 | Infinity Blade III                          | iOS | Совместно с Chair Entertainment                         | Epic Games               |
| 2015 | Shadow Complex Remastered                   | ПК (Windows), macOS, Xbox One, PlayStation 4                                                                                   | Совместно с Chair Entertainment                         | Epic Games               |
| 2017 | Robo Recall                                 | ПК (Windows) |                                                         | Epic Games               |
| 2017 | Fortnite                                    | ПК (Windows), Xbox One, Xbox Series, Playstation 4, PlayStation 5, Android, iOS, Nintendo Switch, Nintendo Switch 2            | Совместно с People Can Fly                              | Epic Games               |
| 2017 | Fortnite Battle Royale                      | ПК (Windows), macOS, Xbox One, PlayStation 4, Nintendo Switch, iOS, Android, Xbox Series X/S, PlayStation 5, Nintendo Switch 2 |                                                         | Epic Games               |
| 2018 | Battle Breakers                             | ПК (Windows), iOS, Android | Совместно с Chair Entertainment                         | Epic Games               |
| TBA  | Spyjinx                                     | ПК (Windows) |                                                         | Epic Games               |

### Изданные
| Год  | Название                             | Платформы                                                             | Разработчик                                    |
| ---- | ------------------------------------ | --------------------------------------------------------------------- | ---------------------------------------------- |
| 1992 | Brix                                 | ПК (DOS)                                                              | MicroLeague                                    |
| 1992 | Castle of the Winds                  | ПК (Windows)                                                          | SaadaSoft                                      |
| 1992 | OverKill                             | ПК (DOS)                                                              | Tech-Noir                                      |
| 1993 | Ancients 1: Death Watch              | ПК (DOS)                                                              | Farr-Ware                                      |
| 1993 | Electro Man                          | ПК (DOS)                                                              | X LanD Computer Games                          |
| 1993 | The Adventures of Robbo              | ПК (DOS)                                                              | X LanD Computer Games                          |
| 1993 | Solar Winds                          | ПК (DOS)                                                              | Stone Interactive Media                        |
| 1993 | Zone 66                              | ПК (DOS)                                                              | Renaissance                                    |
| 1993 | Ken's Labyrinth                      | ПК (DOS)                                                              | Кен Сильверман                                 |
| 1993 | Epic Pinball                         | ПК (DOS)                                                              | Digital Extremes                               |
| 1994 | Ancients II: Approaching Evil        | ПК (DOS)                                                              | Farr-Ware                                      |
| 1994 | Heartlight                           | ПК (DOS)                                                              | X LanD Computer Games                          |
| 1994 | Epic Baseball                        | ПК (DOS)                                                              | MicroLeague                                    |
| 1994 | One Must Fall: 2097                  | ПК (DOS)                                                              | Diversions Entertainment                       |
| 1995 | Radix: Beyond the Void               | ПК (DOS)                                                              | Neural Storm Entertainment                     |
| 1995 | Tyrian                               | ПК (DOS)                                                              | Eclipse Software                               |
| 2021 | Alan Wake Remastered                 | ПК (Windows), PlayStation 4, PlayStation 5, Xbox One, Xbox Series X/S | d3t, Remedy Entertainment                      |
| 2021 | Kid A Mnesia: Exhibition             | ПК (Windows), PlayStation 5                                           | [namethemachine], Arbitrarily Good Productions |
| 2022 | Rumbleverse                          | ПК (Windows), PlayStation 4, PlayStation 5, Xbox One, Xbox Series X/S | Iron Galaxy Studios                            |
| 2023 | Alan Wake 2                          | ПК (Windows), PlayStation 5, Xbox Series X/S                          | Remedy Entertainment                           |
| TBA  | Неанонсированный проект от Playdead  | TBA                                                                   | Playdead                                       |
| TBA  | Неанонсированный проект от genDESIGN | TBA                                                                   | genDESIGN                                      |

### Отменённые
| Название                 | Платформы                   | Разработчик                 |
| ------------------------ | --------------------------- | --------------------------- |
| Gears of War: Exile      | Xbox 360                    | Epic Games                  |
| Bulletstorm 2            | Неизвестно                  | People Can Fly              |
| Infinity Blade: Dungeons | iOS                         | Impossible Games Epic Games |
| Unreal Tournament 4      | ПК (Windows), macOS, Linux  | Epic Games                  |
| Paragon                  | ПК (Windows), PlayStation 4 | Epic Games                  |